# Archangel (film 2005)
Archangel è un film del 2005 diretto da Jon Jones, prodotto da Justin Boddle e Christopher Hall e tratto dal romanzo omonimo di Robert Harris.

## Trama
Ambientato nella Mosca contemporanea e nella città di Arcangelo, il film racconta l'incontro dello storico Luke Kelso con un ex soldato, ormai anziano, della milizia sovietica, il quale gli comunica l'esistenza di un importante segreto di Stalin, custodito nella città di Arcangelo e capace di stravolgere la storia e l'attuale Russia. Poche ore dopo, l'uomo viene assassinato e Kelso inizia ad indagare, con l'aiuto di un giornalista e della figlia dell'ex soldato assassinato, ma il governo russo e altri poteri cercano con tutti i mezzi di impedire che il segreto venga rivelato. Dopo varie peripezie,  si scopre che Stalin aveva avuto un figlio e che questi ora è in procinto di prendere il potere e instaurare una dittatura di modello stalinista.